# 공유 리더십
공유 리더십은 상호영향력이 발휘되면서 구성원의 역량이 향상되는 새로운 리더십으로 주목받고 있다. 공유리더십은 구성원들의 상호영향력의 가능성을 높이게 하며, 구성원 개인이 복잡한 과제 수행 시 정보 공유를 활발히 하여 몰입하게 된다. 이러한 정보를 공유하기 위해 구성원 개인의 역할을 수행함과 동시에 관리자로서 지식과 스킬이 요구되며, 또한 팀의 긍정적 효과를 위해 리더십은 독단적 1인의 지배에 의해 이루어지는 것이 아닌 구성원들간 집합적이면서 비공식적으로 발휘되어야 한다고 주장하고 있다(Hiller et al., 2006).
공유리더십의 구성요소는 구성원의 역할 빈도에 따라 두 가지 유형으로 분류해서 사용하고 있으며, 다음과 같이 요약할 수 있다.
첫째, 수직적 리더십의 대표인 지시적 리더십, 임파워링 리더십, 거래적 리더십, 변혁적 리더십 등의 문항을 팀 구성원 대상으로 변환하여 팀 수준에서 수평적 리더십 발휘 수준을 분석한다(Avolio, Jang, Murry and Sivasubramaniam, 1996).
둘째, 팀 내 모든 구성원이 리더십 행위를 발휘한다는 전제하여 팀 전체 분산된 리더십을 측정하고자 구성원들간 네트워크 밀도와 집중도를 바탕으로 공유리더십을 예측하는 형태이다(정문주, 2014; Carson, Telsluk & Marrone, 2007).

## 계획과 조직화
계획과 조직화란 팀의 업무를 완수하기 위한 의사결정 및 팀원들과 함께 목표를 수립하고 우선순위에 따라 필요자원을 효율적으로 배분하는 것을 의미한다(정희원, 2016). 또한 계획과 조직화는 의사결정 과정, 목표설정과 물적 그리고 인적자원을 효율적인 방식으로 활용하는데 참여시켜 설정된 목표들을 공유하는 것을 포함한다(신정현, 2014).
공유된 목표는 팀의 업무에 대한 몰입과 권한위임, 동기부여를 가져오며, 이것은 팀 구성원들이 팀의 리더십에 대한 책임을 기꺼이 나누어 가지고 다른 팀원들을 지원하는 행동을 취하게 만단드(이진경, 2016). 팀의 공유 목표가 존재하는 것은 팀 구성원들이 팀 존재유무의 목적과 업무 달성 이유에 대해 이해하고 있음을 알 수 있으며, 구성원 간 목표 달성을 위해 구성원 간 상호 정보를 공유하는 것은 조직성과를 달성하는데 보다 효율적인 것을 의미한다(최민경, 2016).

## 문제해결
문제해결이란 업무와관련된 당면 문제들을 분석하고, 팀 구성원들의 전문성을 활용하여 해결책을 모색하고, 함께 해결방안을 개발하여 공유하는 것을 말한다. 또한 문제해결은 구성원들의 사회적 관계를 통하여 문제를 탐구하고 주어진 문제를 함께 해결하는 협력활동을 포함한다(정희원, 2016).
이러한 문제해결은 개인 또는 조직이 직면한 장애요인을 제거하고 현재 상태를 개선하거나, 목적을 달성하기 위하여 대안을 모색하는 것이다. 따라서 문제해결능력은 개인이나 조직이 직면한 장애요인을 제거하고 현재 상태를 개선하거나, 목적을 달성하기 위하여 대안을 모색하는 것이다. 따라서 문제해결능력은 개인이나 조직이 직면한 장애요인을 제거하고 현상을 개선하거나, 목적하는 바를 달성하기 위한 대책을 마련하여 궁극적으로는 성과를 극대화 할 수 있게 하는데 있어서 결정적인 영향을 미치는 중요한 요인이다(정태영, 2011). 이때 문제해결과정에서 요구되는 자원이 적절하게 투입되는 것은 물론 유연성 있는 방안을 선택하는 것 또한 주요함을 인지해야한다.

## 지원과 배려
지원과 배려란 구성원들을 지지하며 도와주려고 마음 쓰는 것을 의미한다. 또한 인내심있게 대하는 것은 물론 응집력있는 팀 분위기를 조성하고, 팀 구성원 의견에 귀 기울이고 격려해주는 것을 포함한다(정희원, 2016). 구성원간 지원과 배려는 상호 의존성이 높아지고, 감정적 측면에서 발생할 수 있는 장애요인을 보완하는 역할을 한다. 즉, 팀에 속한 구성원들간 성공과 실패의 내용을 함께 공유하기 때문에 신뢰 및 유대관계가 형성되어 구성원간 서로 지원하게 되는 것을 의미한다(최민경, 2016).
사회적 지원은 정서적이고 심리학적인 힘을 서로에게 제공하기 위한 팀 구성원의 노력이라 정의하며, 팀 구성원들은 팀 기여와 성취에 대해 격려와 인정을 통하여 서로를 지원한다. 이러한 지원은 팀 구성원을 더 협력하며 일하게 하고, 팀 결과에 대해 책임을 공유하게 만든다(이진경, 2016).

## 개발과 멘토링
개발과 멘토링(mentoring)이란 경력에 대한 조언 및 교환, 팀 구성원들에게 상호 보완적인 역할모델을 제공하고 동료 간 업무 및 기술을 함께 공유하는 것을 의미한다. 이러한 개발과 멘토링 활동은 팀 구성원의 개발 능력 향상이 팀 역량 뿐만 아니라 조직의 성과향상으로 이어지게 된다(정희원, 2016).  조직 구성원의 역량과 전문성을 개발하기 위해서는 조직 내 멘토(montor)와 멘티를 매칭한 지속적인 상호간의 멘토링 활동이 필요하다. 이러한 멘토링은 비슷한 요구수준을 가진 동료들이 서로 지원하고 보완적인 영향관계를 맺게 되며, 팀 구성원들 간의 멘토링을 하는 과정에서 상호작용이 강화됨으로써 공유된 정서나 태도를 구축하게 된다고 하였다(김진욱, 2013).  이처럼 서로 다른 업무 기술과 능력을 가진 구성원들이 자신이 가진 장점을 발휘해 다른 구성원들의 약점을 보완할 수 있다. 또한 팀 구성원의 성공과 실패사례를 공유함으로써 팀 내 신뢰 및 유대관계가 형성되어 구성원 간 상호 지원이 강화된다(이진경, 2016). 따라서 팀 내 구성원들이 상호 영향관계를 통해 자신의 경험과 노하우를 전수해 준다면 개인은 팀과 조직에 효과적으로 적응할 수 있고, 조직의 경쟁력 향상을 기대할 수 있다(정희원, 2016).

## 같이 보기
- 집단역학
- 인적자원